# Pentax

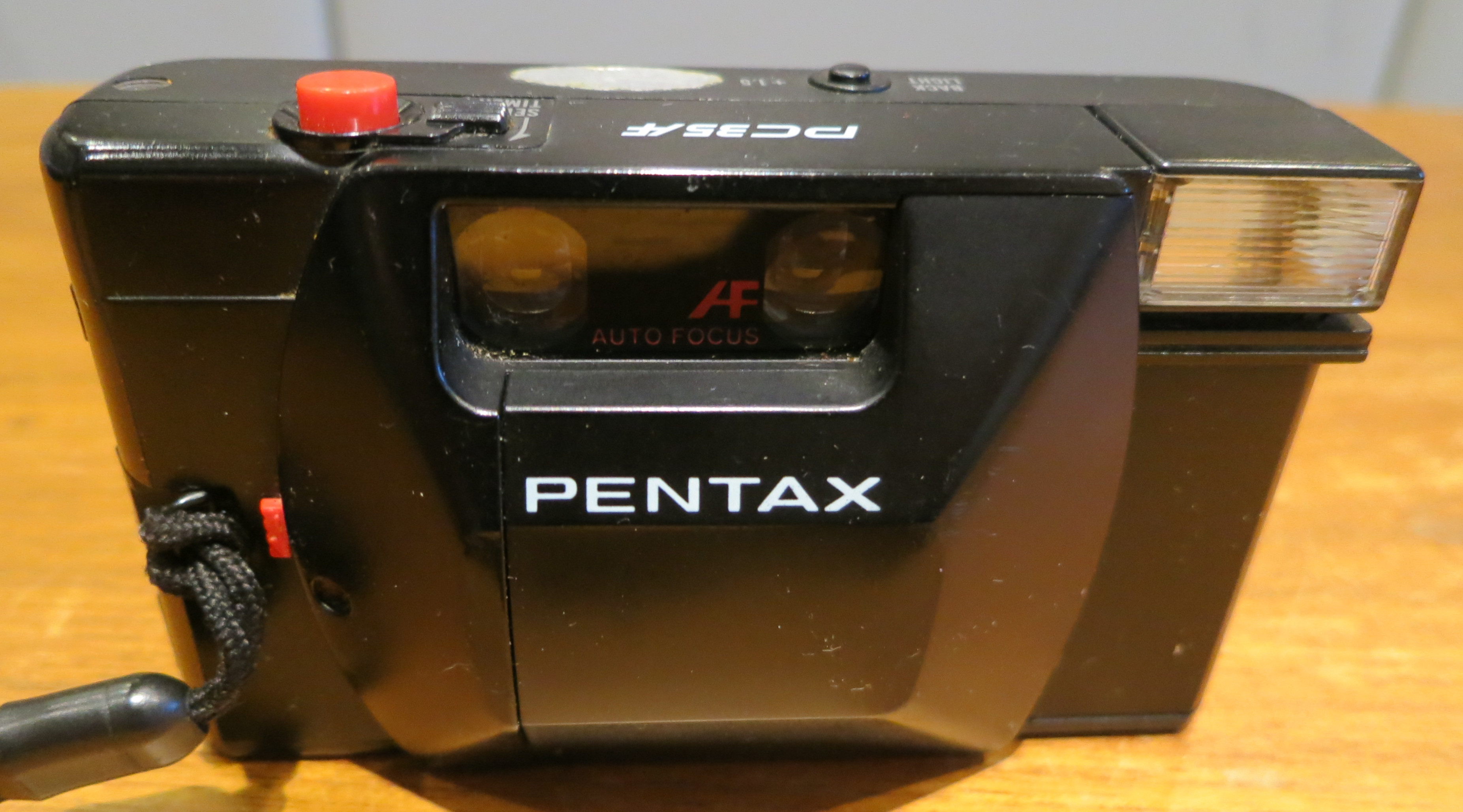
Pentax PC35AF

Pentax — торговая марка оптического оборудования, используемая компаниями Hoya Corporation и Ricoh на разных сегментах рынка. Ранее, до поглощения в 2008 году — японская компания Pentax Corporation (яп. ペンタックス株式会社 Пентаккусу кабусики гайся), производитель оптического оборудования.
С 31 марта 2008 года компания перестала быть самостоятельной и вошла, как PENTAX Imaging Systems Division, в состав Hoya Corporation, сохранив торговую марку и продолжив выпуск под маркой «Pentax».
Позже, 1 июля 2011 года, было объявлено о сделке между Hoya Corporation и Ricoh, подразумевающей передачу подразделения по производству потребительской фототехники Pentax Imaging Systems Division в ведение Ricoh 1 октября 2011 года.
Под маркой Pentax производятся фотоаппараты, объективы, оптические приборы, например бинокли, микроскопы, телескопы, эндоскопы, стёкла для очков и тому подобное.
В 2010 году на рынке фотоаппаратуры марка Pentax замыкала первую десятку производителей, имея долю рынка 1,5 % (снизив её с 1,7 % в 2009 году). Среди производителей зеркальных камер марка входит в тройку лидеров, уступая Canon, Nikon.Доли Sony и Nikon на рынке цифровых камер за год увеличились, Canon — осталась без изменений Архивная копия от 13 сентября 2017 на Wayback Machine по данным Bloomberg.

## Историческая справка
До сентября 1956 года торговая марка Pentax, составленная из двух слов Pentaprism и Contax, принадлежала немецкой компании VEB Zeiss-Ikon в Дрездене, и была выкуплена японской компанией Asahi Optical. Перед этим в Дрездене шла разработка малоформатного зеркального фотоаппарата с названием Pentax, но дальше опытных образцов работы не продвинулись. В 1957 году под этим же названием японская компания Asahi Optical выпустила фотоаппарат Pentax, пришедший на смену предыдущим Asahiflex. Главным отличием Pentax от Asahiflex была первая в Японии пентапризма, заменившая шахту зеркального видоискателя.
В 1952 году Asahi Optical представила свою камеру Asahiflex I, которая стала первым однообъективным зеркальным фотоаппаратом для 35-мм плёнки, созданным целиком в Японии. Следующая модель Asahiflex II (1954 год), благодаря такой инновации, как зеркало постоянного визирования, существенно повысила удобство съёмки однообъективным зеркальным фотоаппаратом, а фирма получила сильные позиции как пионер отрасли. Появление пентапризмы в модели Asahi Pentax ещё сильнее укрепила позиции «зеркалок» и самой компании.
Компания была основана в 1919 году под названием «Asahi Optical Joint Stock Co.» и занималась производством линз для очков. В 1938 году она сменила название на «Asahi Optical Co., Ltd.», ассортимент продукции расширился и стал включать объективы для фото- и кинотехники. Во время Второй мировой войны производство в значительной степени было переориентировано на выполнение военных заказов. После войны была закрыта, но производство вновь заработало в 1948 году. В это время «Asahi Optical» занималась производством биноклей и объективов для производителей фототехники, впоследствии ставших компаниями «Konica» и «Minolta».
Продукция фирмы экспортировалась по всему миру под маркой «Asahi Pentax», а в США как «Honeywell Pentax» по имени компании-дистрибьютора.
Название «Pentax Corporation» было принято в 2002 году.
В декабре 2006 года было объявлено о слиянии с «Hoya Corporation». Названием новой фирмы должно было стать «Hoya Pentax HD Corporation». За этим последовала отставка президента Pentax, однако фирма продолжила курс на слияние.
С 31 марта 2008 года компания вошла в состав корпорации «Hoya Corporation», сохранив торговую марку и продолжив выпуск камер «Pentax».
1 июля 2011 года, было объявлено о сделке между компаниями Hoya Corporation и Ricoh, подразумевающей передачу подразделения по производству потребительской фототехники Pentax Imaging Systems Division в ведение Ricoh 1 октября 2011 года.
В октябре 2011 года компания Ricoh Company объявила о завершении сделки по поглощению компании Pentax Imaging Corporation и об изменении названия приобретённой компании на Pentax Ricoh Imaging Company. Данная компания будет заниматься разработкой, производством и продажей потребительских продуктов и сервисов из области оптики, к примеру: цифровых камер и сменных объективов, а также аксессуаров к камерам, продуктов, относящихся к видеокамерам систем безопасности, и биноклей.

### Ключевые этапы в фототехнике
| Год  | Фототехника                            | Достижения |
| ---- | -------------------------------------- | --- |
| 1952 | Asahiflex I                            | Первая японская SLR камера Первая серийная SLR камера с быстровозвращаемым зеркалом. |
| 1954 | Asahiflex II                           | Первая серийная SLR камера с механизмом мгновенного возвращения зеркала. |
| 1957 | Asahi Pentax                           | Впервые пентапризма внедрена в серийную SLR камеру Pentax. Впервые оснащение курковым механизмом перевода кадра и взвода затвора. Оснащение узлом обратной плёнки перемотки рулеточного типа. |
| 1958 | Pentax K                               | Затвор камеры отрабатывает выдержки до 1/1000 сек. Впервые для фирмы фокусировочный экран оснащён полем с микрорастром. |
| 1961 | Pentax S3                              | Появление компактного экспонометра крепящегося поверх пентапризмы и сопряжённого с камерой по выдержке. |
| 1962 | Pentax SV                              | Впервые для фирмы внедрён автоспуск. Возможна установка компактного экспонометра, связанный с диском выдержек. |
| 1964 | Pentax Spotmatic                       | Первая камера Pentax с сопряжённым TTL-экспонометром и полностью автоматическим механизмом диафрагмы. |
| 1966 |                                        | Компания выпускает свою миллионную камеру. |
| 1969 | Pentax 6x7                             | Начало производства первой для фирмы среднеформатной SLR камеры. |
| 1971 | Pentax SP II                           | Впервые для фирмы камера оснащена креплением «горячий башмак». |
| 1971 | Pentax Electro Spotmatic               | Первая в мире серийная камера с автоматическим режимом приоритета диафрагмы. |
| 1975 | Pentax K2                              | Первая камера фирмы со шторно-щелевым затвором вертикального хода. Первая в мире камера оснащённая байонетом K, который, не изменяясь по сути, существует и до наших дней. Таким образом фирма обеспечивает полную преемственность и системность всех своих камер и парка оптики, выпущенных за последние 40 лет.              |
| 1976 | Pentax K1000                           | Начало двадцатидвухлетнего производства надёжной морозоустойчивой механической камеры. Всего было выпущено более 2,5 млн единиц. |
| 1978 | Pentax Auto 110                        | Начало производства самой маленькой и лёгкой системной SLR камеры со сменной оптикой в мире. |
| 1979 | Pentax Auto 110                        | Космическое агентство НАСА выбрало Auto 110 для съёмок в космосе. |
| 1980 | Pentax LX                              | Начало двадцатилетнего производства профессиональной, морозоустойчивой, чрезвычайно надёжной системной камеры. Разработка была приурочена к 60-летию фирмы. Гибридный шторно-щелевой затвор камеры отрабатывает выдержки до 1/2000 сек. Впервые для фирмы применён OTF-замер. Компания выпускает свою десятимиллионную камеру. |
| 1981 | Pentax ME F                            | Первая в мире зеркальная фотокамера с системой TTL автофокусировки |
| 1983 | Pentax superA Pentax Super Program     | Первая в мире камера оснащённая байонетом KA Впервые для фирмы в серийной камере реализованы: Режим программной линии и приоритет выдержки. |
| 1984 | Pentax A3 Pentax A3000                 | Впервые для фирмы моторизированный лентопротяжный механизм встроен в SLR-камеру. |
| 1984 | Pentax 645                             | Запуск в производство новой среднеформатной линейки 6×4,5 см. |
| 1984 | Pentax PC35AF Pentax Sports35          | Начало освоения корпорацией рынка компактных фотокамер. |
| 1986 | Pentax Zoom70                          | Создана первая в мире компактная камера оснащённая зум-объективом. |
| 1987 | Pentax SFX Pentax SF1                  | Первая в мире автофокусная зеркальная камера со встроенной TTL-фотовспышкой. Первая в мире камера оснащённая байонетом KAF. В результате смены стратегии привод автофокуса находится в корпусе камеры, и становится доступна большая линейка автофокусной оптики.                                                              |
| 1988 | Pentax SFXn Pentax SF1n                | Затвор камеры отрабатывает выдержки до 1/4000 сек. |
| 1991 | Pentax Z-1 Pentax PZ-1                 | Затвор камеры отрабатывает выдержки до 1/8000 сек. |
| 1991 |                                        | Количество выпущенных компактных камер оснащённых зум-объективом превысило 20 миллионов штук. |
| 1993 | Pentax Zoom 90 WR                      | Фотоаппарат признан лучшей зум-компакт камерой в Европе (имеет влагозащитный корпус) |
| 1995 | SMC Pentax Fish-Eye zoom 17–28         | Первый в мире зум-объектив «рыбий глаз». |
| 1996 | Pentax EI-C90                          | Фирма вышла на рынок цифровых фотокамер. |
| 1997 | Pentax 645N                            | Первая в мире среднеформатная камера с автофокусом. |
| 2000 | Pentax MZ-D                            | Создание первой в мире полнокадровой цифровой (6 Мпикс.) SLR камеры. В серию камера не пошла по экономическим соображениям. |
| 2000 | Pentax EI 2000                         | Первый для фирмы серийный цифровой зеркальный фотоаппарат (с несменной оптикой). |
| 2003 | Pentax *ist D                          | Создание первой для фирмы серийной цифровой APS-C SLR камеры. |
| 2006 | Pentax K10D                            | Цифровой зеркальный фотоаппарат полупрофессионального уровня. |
| 2008 | Pentax SMC DA 17-70 мм f/4 AL IF SDM   | Первый объектив компании с внедрённым SDM-мотором. Внедрение SDM-моторов не сказалось на совместимости. |
| 2009 | Pentax K-7                             | Первый зеркальный фотоаппарат компании с возможностью видеосъёмки. |
| 2010 | Pentax 645D                            | Первый автофокусный среднеформатный цифровой однообъективный фотоаппарат компании. |
| 2010 | PENTAX-D FA 645 55mm F2.8 AL IF SDM AW | Первый среднеформатный объектив компании с внедрённым SDM-мотором. |
| 2011 | Pentax Q                               | Цифровой беззеркальный однообъективный фотоаппарат с байонетом Q, самый компактный и лёгкий в мире цифровой фотоаппарат со сменными объективами. |
| 2012 | Pentax K-01                            | Цифровой беззеркальный однообъективный фотоаппарат с байонетом K. |
| 2016 | Pentax K-1                             | Создание первой для фирмы серийной полнокадровой цифровой SLR камеры. |
| 2017 | Pentax KP                              | |

## Продукция

### Вспышки
- Pentax AF140C Macro Flash
- Pentax AF201SA
- Pentax AF220T
- Pentax AF280T
- Pentax AF360FGZ
- Pentax AF500FTZ
- Pentax AF540FGZ